# Махмудова, Шахло Насимовна
Шахло Насимовна Махмудова (узб. Shahlo Mahmudova; род. 28 февраля 1944, Ташкент, Узбекская ССР) — узбекский политик. Первый министр иностранных дел Узбекистана после обретения им независимости (1991—1992).

## Биография
Родилась 28 февраля 1944 года в Ташкенте.
Окончила Ташкентский текстильный институт. Занимала различные должности на комсомольской работе, в т.ч. была избрана первым секретарем Фрунзенского райкома комсомола г. Ташкента, а затем секретарем ЦК ЛКСМ Узбекистана. Во второй половине 1980-х годов была направлена на работу в ЦК КПСС.
После обретения независимости Республикой Узбекистан первым президентом Исламом Каримовым была назначена министром иностранных дел, занимая эту должность с 1991 по 1992 год. Существует мнение, что её назначение было связано с вице-президентом Республики Узбекистана Шукуруллой Мирсаидовым. За время её нахождения в должности министра Узбекистан вступил в ООН, прошёл визит президента Турции в Ташкент, а также состоялись встречи с представителями министерства США.
После отставки работала руководителем отдела привлечения иностранных инвестиций и международного сотрудничества Центра специального среднего профессионального образования, а также работала в Министерстве иностранных дел Узбекистана, но должность в нём не занимала.

## Награды
- Орден «Знак Почёта» (17.06.1981)[6]